# Нікішин Богдан Сергійович
Нікішин Богдан Сергійович (29 травня 1980, Дніпропетровськ) — український фехтувальник, олімпієць, чемпіон світу та багаторазовий призер чемпіонатів світу та Європи.

## Біографія
Фехтуванням почав займатися у десять років. У 1998 році став срібним призером юніорського чемпіонату світу в командних змаганнях. З 2001 року увійшов до складу дорослої збірної України та дебютував на чемпіонаті світу.
У 2004 році поїхав на свої перші Олімпійські ігри, де програв у першому поєдинку Александру Ністору (6:15). У команді з Віталєм Ошаровим,Дмитром Карюченком та Максимом Хворостом програли у стартовому поєдинку збірній Угорщини (34:38), а впевнені перемоги над збірними Єгипту (45:36) та США (45:33) дозволили їм посісти підсумкове п'яте місце.
У сезоні 2005/06 Нікішин здобув свою першу особисту нагороду, ставши третім на етапі Гран-прі у Досі. На чемпіонаті світу в Турині українська команда (Нікішин, Карюченко та Хворост, Чумак) зуміла перемогти збірну Угорщини в поєдинку за бронзу. Ця медаль стала першою в історії українського командного шпажного фехтування.
У Олімпійські ігри в Пекіні склалися не дуже вдало. В індивідуальній шпазі, після перемоги над Мауком Вудом (15:7) у попередньому раунді, програв Міхаелю Каутеру (12:15). А у команді з Максим Хворостом, Чумаком та Медведєвим програли полякам (37:45) та угорцям (29:41). Перемога на збірною Південної Кореї (41:39) дозволила посісти лише сьоме місце із дев'яти команд.
У 2010 році зумів виграти свою першу медаль чемпіонату Європи. Команда у складі Нікішина, Хвороста, Карюченка та Рейзліна поступилася лише у фіналі збірній Угорщини.
У 2012 році Рейзліна замінив Герей, а українська збірна виграла бронзу чемпіонату Європи. На Олімпійські ігри в Лондоні пройти кваліфікацію не зумів. На цих змаганнях був відсутній командний турнір, а єдиним шпажистом, який представляв збірну України став Дмитро Карюченко.
2013 рік став дуже вдалим у командних змаганнях. На чемпіонаті Європи у Загребі, команда: Герей, Карюченко, Нікішин, Медведєв виграла бронзові медалі, а на чемпіонаті світу в Будапешті поступилася у фіналі господарям змагань (38:42).

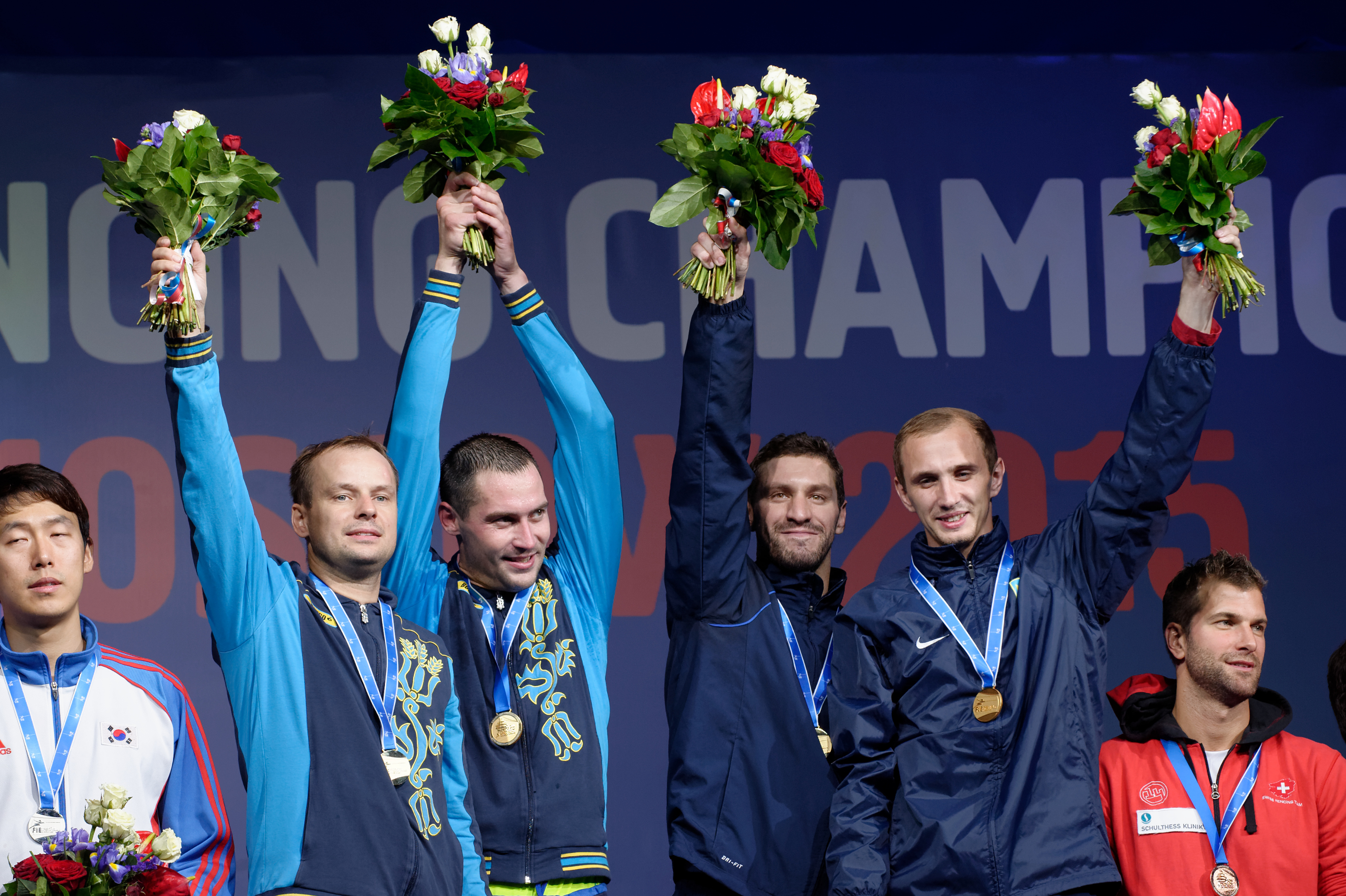
Богдан Нікішин (третій зліва) у складі Національної збірної України на церемонії нагородження чемпіонату світу 2015 року в Москві.

Сезон 2013/14 виявився успішним в плані особистих результатів. Незважаючи на відсутність медалей на великих змаганнях, Нікішин здобув дві перемоги на етапах Кубка світу та виграв одну бронзову медаль, що дозволило йому посісти друге місце у заліку Кубка світу.
На чемпіонаті світу 2015 року в Москві здобув своє найважливіше досягнення у кар'єрі. У команді з Дмитром Карюченком, Максимом Хворостом та Анатолієм Гереєм зумів стати чемпіоном світу. Ця перемога стала першою для української чоловічої шпаги на змаганнях такого рівня.
Після здобуття першої для себе медалі континентальної першості в індивідуальному заліку на чемпіонаті Європи 2016, визнаний Національним олімпійським комітетом України найкращим спортсменом червня 2016 року, а його особистий тренер Ольга Маркіна визнана найкращим тренером червня.. Крім того, разом з партнерами по команді — Дмитром Карюченком, Максимом Хворостом та Анатолієм Гереєм — Богдан Нікішин здобув бронзову нагороду і в командному турнірі. 
На Олімпійських іграх в Ріо-де-Жанейро їхав у статусі четвертого сіяного спортсмена. Особистий турнір розпочав із впевненої перемоги над Цзяо Яньлунем (11:15), але у другому поєдинку мінімально програв Беньяміну Штеффену (14:15). У командній шпазі українська збірна отримала другий номер посіву. У чвертьфіналі впевнено здолали збірну Росії (45:32), але у півфіналі поступилися збірній Італії (33:45). У бронзовому поєдинку змагалися проти досвідченої збірної Угорщини. Угорці зуміли отримати перевагу, утримавши її до кінця сутички (37:39).
У сезоні 2016/17 Володимир Станкевич замінив Дмитра Карюченка, який завершив кар'єру. У новому складі зумів виграти срібну медаль чемпіонату Європи, мінімально поступившись у фіналі Росії (36:37). Також Нікішин виграв у сезоні дві особисті нагороди (золото та бронзу) та дві командні нагороди (срібло та бронза) на етапах Кубка світу та Гран-прі.
Сезон 2017/18 став найкращим у кар'єрі спортсмена. На етапах Кубка світу тричі вигравав срібні медалі, а також став переможцем етапу в канадському Ванкувері. Після особистої бронзової нагороди на чемпіонаті Європи, вперше в ка'єрі очолив світовий рейтинг шпажистів FIE. На чемпіонаті світу в Усі, отримав перший номер посіву та зумів дійти до півфіналу, де поступився Рубену Лімардо (4:7). Ця медаль стала першою особистою нагородою для спортсмена на чемпіонатах світу. За підсумками сезону, в загальному заліку Кубка світу, поступився лише французу Янніку Борелю .
На чемпіонаті світу 2019 року зумів вдало виступити в командному турнірі. Разом із Анатолієм Гереєм, Ігорем Рейзліним та Романом Свічкарем, перемогли збірні Гонконгу (45:40), Угорщини (45:36), Італії (37:34) та Китаю (38:24), вийшовши у фінал, де поступилися Франції (37:45). 
На Олімпійських іграх в Токіо, які стали для спортсмена останніми змаганнями у кар'єрі, разом із Оленою Костевич став прапороносцем збірної України на церемонії відкриття. Самі змагання склалися навдало: в індивідуальній шпазі мінімально поступився китайцю Лань Мінхао (11:12) у першій сутичці, а в командних змаганнях програли в першому поєдинку збірній Китаю (35:45).
Після завершення кар'єри почав працювати старшим тренером жіночої збірної України.

## Медальна статистика
| Сезон   | Дата           | Місце проведення                   | Турнір           | Результат |
| ------- | -------------- | ---------------------------------- | ---------------- | --------- |
| 2005/06 | 10 лютого 2006 | Доха, Катар                        | Гран-прі         | Бронза    |
| 2007/08 | 6 червня 2008  | Кагуас, Пуерто-Рико                | Кубок світу      | Бронза    |
| 2009/10 | 5 березня 2010 | Стокгольм, Швеція                  | Гран-прі         | Бронза    |
| 2011/12 | 2 червня 2012  | Берн, Швейцарія                    | Гран-прі         | Срібло    |
| 2012/13 | 15 лютого 2013 | Гайденгайм-ан-дер-Бренц, Німеччина | Кубок світу      | Золото    |
| 2012/13 | 11 травня 2013 | Берн, Швейцарія                    | Гран-прі         | Срібло    |
| 2013/14 | 16 січня 2014  | Доха, Катар                        | Гран-прі         | Бронза    |
| 2013/14 | 14 лютого 2014 | Гайденгайм-ан-дер-Бренц, Німеччина | Кубок світу      | Золото    |
| 2013/14 | 23 травня 2014 | Буенос-Айрес, Аргентина            | Кубок світу      | Золото    |
| 2015/16 | 21 січня 2016  | Гайденгайм-ан-дер-Бренц, Німеччина | Кубок світу      | Срібло    |
| 2015/16 | 22 квітня 2016 | Ріо-де-Жанейро, Бразилія           | Гран-прі         | Золото    |
| 2015/16 | 21 червня 2016 | Торунь, Польща                     | Чемпіонат Європи | Бронза    |
| 2016/17 | 28 жовтня 2016 | Берн, Швейцарія                    | Кубок світу      | Бронза    |
| 2016/17 | 26 травня 2017 | Богота, Колумбія                   | Гран-прі         | Золото    |
| 2017/18 | 27 жовтня 2017 | Берн, Швейцарія                    | Кубок світу      | Срібло    |
| 2017/18 | 17 січня 2018  | Гайденгайм-ан-дер-Бренц, Німеччина | Кубок світу      | Срібло    |
| 2017/18 | 16 лютого 2018 | Ванкувер, Канада                   | Кубок світу      | Золото    |
| 2017/18 | 11 травня 2018 | Париж, Франція                     | Кубок світу      | Срібло    |
| 2017/18 | 17 червня 2018 | Новий Сад, Сербія                  | Чемпіонат Європи | Бронза    |
| 2017/18 | 23 липня 2018  | Усі, Китай                         | Чемпіонат світу  | Бронза    |
| 2018/19 | 25 січня 2019  | Доха, Катар                        | Гран-прі         | Бронза    |
| 2019/20 | 7 лютого 2020  | Ванкувер, Канада                   | Кубок світу      | Бронза    |

| Сезон   | Дата              | Місце проведення                   | Турнір           | Результат |
| ------- | ----------------- | ---------------------------------- | ---------------- | --------- |
| 2005/06 | 11 серпня 2006    | Турин, Італія                      | Чемпіонат світу  | Бронза    |
| 2006/07 | 19 січня 2007     | Доха, Катар                        | Гран-прі         | Золото    |
| 2006/07 | 26 лютого 2007    | Ель-Кувейт, Кувейт                 | Гран-прі         | Срібло    |
| 2007/08 | 1 лютого 2008     | Леньяно, Італія                    | Гран-прі         | Срібло    |
| 2008/09 | 23 січня 2009     | Доха, Катар                        | Гран-прі         | Срібло    |
| 2009/10 | 22 липня 2010     | Лейпциг, Німеччина                 | Чемпіонат Європи | Срібло    |
| 2011/12 | 20 червня 2012    | Леньяно, Італія                    | Чемпіонат Європи | Бронза    |
| 2012/13 | 16 червня 2013    | Загреб, Хорватія                   | Чемпіонат Європи | Бронза    |
| 2012/13 | 11 серпня 2013    | Будапешт, Угорщина                 | Чемпіонат світу  | Срібло    |
| 2013/14 | 26 січня 2014     | Леньяно, Італія                    | Кубок світу      | Золото    |
| 2014/15 | 13 лютого 2015    | Буенос-Айрес, Аргентина            | Кубок світу      | Срібло    |
| 2014/15 | 18 липня 2015     | Москва, Росія                      | Чемпіонат світу  | Золото    |
| 2015/16 | 12 лютого 2016    | Ванкувер, Канада                   | Кубок світу      | Бронза    |
| 2015/16 | 20 травня 2016    | Париж, Франція                     | Кубок світу      | Золото    |
| 2015/16 | 24 червня 2016    | Торунь, Польща                     | Чемпіонат Європи | Бронза    |
| 2016/17 | 26 січня 2017     | Гайденгайм-ан-дер-Бренц, Німеччина | Кубок світу      | Бронза    |
| 2016/17 | 17 лютого 2017    | Ванкувер, Канада                   | Кубок світу      | Срібло    |
| 2016/17 | 16 червня 2017    | Тбілісі, Грузія                    | Чемпіонат Європи | Срібло    |
| 2017/18 | 13 травня 2018    | Париж, Франція                     | Кубок світу      | Бронза    |
| 2018/19 | 22 липня 2019     | Будапешт, Угорщина                 | Чемпіонат світу  | Срібло    |
| 2019/20 | 24 листопада 2019 | Берн, Швейцарія                    | Кубок світу      | Бронза    |
| 2020/21 | 21 березня 2021   | Казань, Росія                      | Кубок світу      | Срібло    |

Рейтинг Кубка світу
| Сезон | 2003 | 2004 | 2005 | 2006 | 2007 | 2008 | 2009 | 2010 | 2011 | 2012 | 2013 | 2014 | 2015 | 2016 | 2017 | 2018 | 2019 | 2020 | 2021 | 2022 |
| ----- | ---- | ---- | ---- | ---- | ---- | ---- | ---- | ---- | ---- | ---- | ---- | ---- | ---- | ---- | ---- | ---- | ---- | ---- | ---- | ---- |
| Місце | 85   | 77   | 100  | 43   | 94   | 31   | 61   | 23   | 82   | 22   | 8    | 2    | 20   | 6    | 10   | 2    | 3    | 12   | 15   | 19   |

## Виступи на Олімпіадах

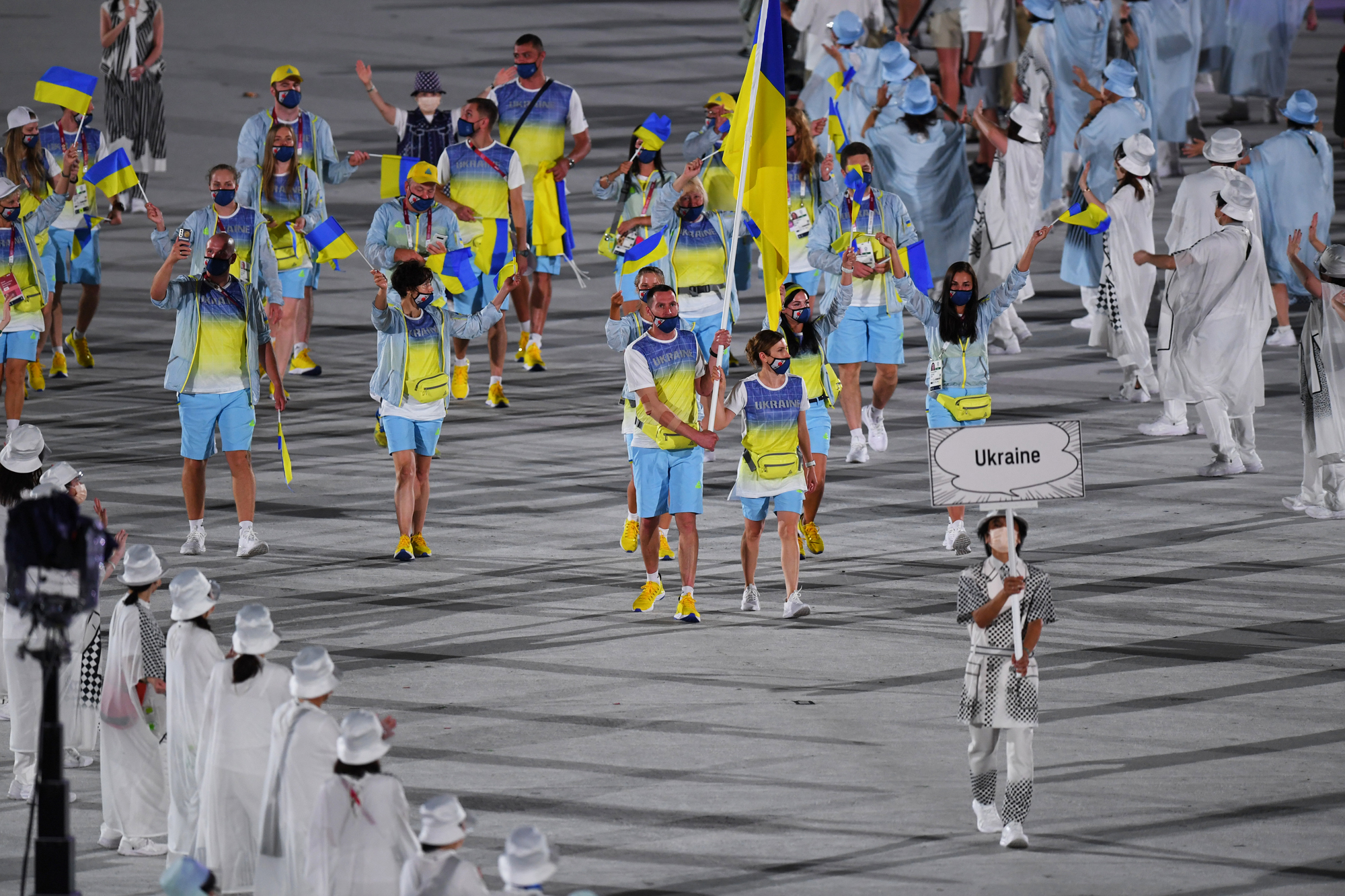
Богдан Нікішин та Оленою Костевич на церемонії відкириття Олімпійських ігор в Токіо

| Олімпіада           | Дисципліна           | Місце |
| ------------------- | -------------------- | ----- |
| Афіни 2004          | шпага, індивідуальні | 34    |
| Афіни 2004          | шпага, командні      | 5     |
| Пекін 2008          | шпага, індивідуальні | 28    |
| Пекін 2008          | шпага, командні      | 7     |
| Ріо-де-Жанейро 2016 | шпага, індивідуальні | 10    |
| Ріо-де-Жанейро 2016 | шпага, командні      | 4     |
| Токіо 2020          | шпага, індивідуальні | 19    |
| Токіо 2020          | шпага, командні      | 6     |

## Державні нагороди
- Орден «За заслуги» III ст. (9 вересня 2017) — За вагомий особистий внесок у розвиток та популяризацію фізичної культури і спорту в Україні, досягнення високих спортивних результатів та багаторічну плідну професійну діяльність[3]